# Манами Накано
Манами Накано (јап. 中野 真奈美; 30. август 1986) јапанска је фудбалерка.

## Репрезентација
За репрезентацију Јапана дебитовала је 2010. године. За тај тим одиграла је 12 утакмица и постигла је 2 гола.

## Статистика
| Јапан  | Јапан | Јапан |
| Год.   | Ута.  | Гол.  |
| ------ | ----- | ----- |
| 2010   | 10    | 2     |
| 2011   | 0     | 0     |
| 2012   | 1     | 0     |
| 2013   | 1     | 0     |
| Укупно | 12    | 2     |